# بيدراهيتا (آبلة)
بلدية بيدراهيتا (بالإسبانية: Piedrahíta) هي بلدية تقع في مقاطعة آبلة التابعة لمنطقة قشتالة وليون وسط إسبانيا.

## الديموغرافيا
بلغ عدد سكان بلدية بيدراهيتا 2.014 نسمة عام 2011 (وفقاً للمعهد الوطني للإحصاء الإسباني).
| 2.271 | 2.168 | 2.096 | 1.980 | 2.041 | 2.055 | 2.014 |

## أعلام
- ألفونسو دي لا سيردا
- فرناندو ألفاريز دي توليدو